# Villafranca de Duero
Villafranca de Duero és un municipi de la província de Valladolid a la comunitat autònoma espanyola de Castella i Lleó. Limita al nord amb Toro (Zamora), al sud amb Castronuño, a l'est amb el Duero i San Román de Hornija i a l'oest amb Villabuena del Puente (Zamora).

## Demografia
| 1991 | 1996 | 2001 | 2004 |
| ---- | ---- | ---- | ---- |
| 437  | 402  | 355  | 374  |